# Ceracupes chingkini
Ceracupes chingkini es una especie de coleóptero de la familia Passalidae.

## Distribución geográfica
Habita en Taiwán, Guangxi, Vietnam y Tailandia.